# جو براون (بازیکن فوتبال، زاده ۱۹۲۰)
جو براون (انگلیسی: Joe Brown; ۷ مهٔ ۱۹۲۰ – مه ۲۰۰۴ (۸۳−۸۴ سال)) بازیکن فوتبال اهل بریتانیا بود.